# Sagartia ichthystoma
Sagartia ichthystoma is een zeeanemonensoort uit de familie Sagartiidae.
Sagartia ichthystoma is voor het eerst wetenschappelijk beschreven door Gosse in 1858.